# Mazzy Star
Mazzy Star is een Amerikaanse band die musiceert in de stijl van de alternatieve rock en dreampop. De band ontstond in 1988 uit de band Opal, een samenwerking van gitarist David Roback (afkomstig van de groep Rain Parade uit de jaren tachtig) en bassist Kendra Smith (bekend van Dream Syndicate). Later kwam Smiths vriendin Hope Sandoval bij de band als vocalist. Kendra Smith verliet de band snel.
Het nummer Into Dust van het album So Tonight That I Might See bereikte op 12 juli 2009 de 71e plaats in de UK Singles Chart dankzij de vele downloads, hoewel het lied nooit als officiële single werd uitgebracht. Het nummer werd dikwijls gebruikt als muziek in films en televisieseries; zo werd het nummer gebruikt in de film Chasing Mavericks over het leven van surflegende Jay. Meer recent werd het nummer California gebruikt in de serie Quantico in aflevering 14. Het nummer komt tevens voor in de televisieserie The Handmaid's Tale (Seizoen 3, Aflevering 13, “Mayday“).
In 2013 bracht de band, 17 jaar na haar derde album, een vierde album uit.
In februari 2020 overleed Roback op 61-jarige leeftijd.

## Bandleden
- Hope Sandoval - zang, harmonica, liedteksten
- David Roback - gitaar
- Jill Emery - basgitaar
- Keith Mitchell - drums
- Suki Ewers - keyboard
- William Cooper - keyboard, viool

## Discografie

### Albums
| Jaar | Titel                       | Label             |
| ---- | --------------------------- | ----------------- |
| 1990 | She Hangs Brightly          | Capitol           |
| 1993 | So Tonight That I Might See | Capitol           |
| 1996 | Among My Swan               | Capitol           |
| 2009 | Deep Cuts (ep)              | Capitol           |
| 2013 | Seasons of Your Day         | Rhymes of an Hour |
| 2015 | Ghost Highway (livealbum)   | FMIC              |
| 2018 | Still (ep)                  | Rhymes of an Hour |

### Singles
| Jaar | Titel                 | Hitlijstnoteringen   | Hitlijstnoteringen | Hitlijstnoteringen | Hitlijstnoteringen | Album                       |
| Jaar | Titel                 | US Billboard Hot 100 | US Modern Rock     | US Mainstream Rock | UK Singles Chart   | Album                       |
| ---- | --------------------- | -------------------- | ------------------ | ------------------ | ------------------ | --------------------------- |
| 1990 | "Blue Flower"         | -                    | 29                 | -                  | -                  | She Hangs Brightly          |
| 1994 | "Fade Into You"       | 44                   | -                  | -                  | -                  | So Tonight That I Might See |
| 1996 | "Flowers In December" | -                    | -                  | -                  | 40                 | Among My Swan               |